# Прегабалин
Прегабалинът (пълно наименование по IUPAC: (3S)-3-(аминометил)-5-метилхексанова киселина) е химично съединение с формула C8H17NO2, използвано в лекарствени продукти за епилепсия и тревожност.

## Описание
Прегабалинът е аналог на гама-аминомаслената киселина. Представлява бяло кристално вещество, свободно разтворимо във вода. Почти не се метаболизира. При проведено изследване с прием на маркиран прегабалин около 98% от него е открит в урината непроменен.
Одобрен е в Европейския съюз през 2004 г. Счита се, че ако е използван правилно, прегабалинът може да облекчи и болката вследствие на периферна невропатия при пациенти, страдащи от множествена склероза.
Рискът от развиване на зависимост към лекарството е особено висок за хората, злоупотребявали с опиати. Приемът му с вещества като метадон и морфин е свързан с редица смъртни случаи.